# Zvonko Bego
Zvonko Bego (Split, 19 de dezembro de 1940 – 13 de agosto de 2018) foi um futebolista croata que atuou como atacante. 
Defendeu os clubes Hajduk Split, Twente e Bayer Leverkusen.
Competiu nos Jogos Olímpicos de Roma 1960 pela Seleção Iugoslava, que obteve a medalha de ouro.